# Odile Barré
Odile Barré (Biskra, Argelia, 11 de abril de 1962) es una deportista francesa que compitió en vela en la clase 470.
Ganó una medalla de oro en el Campeonato Europeo de 470 de 1990. Participó en los Juegos Olímpicos de Barcelona 1992, ocupando el sexto en la clase 470.

## Palmarés internacional
| \| Campeonato Europeo \| Campeonato Europeo \| Campeonato Europeo \| Campeonato Europeo \| \| Año \| Lugar \| Medalla \| Clase \| \| ------------------ \| -------------------------- \| ------------------ \| ------------------ \| \| 1990 \| Marina di Carrara (Italia) \| Medalla de oro \| 470 \| |                            |                |       |
| Campeonato Europeo |                            |                |       |
| Año | Lugar                      | Medalla        | Clase |
| 1990 | Marina di Carrara (Italia) | Medalla de oro | 470   |